# کابارا
کابارا (به فرانسوی: Cabara) یک کمون (فرانسه) در فرانسه است که در canton of Branne واقع شده‌است. کابارا ۳٫۴۲ کیلومتر مربع مساحت دارد ۱۸ متر بالاتر از سطح دریا واقع شده‌است.